# Об'єднання матерів і дружин Захисників України
«Об'єднання матерів і дружин Захисників України» (англ. Association of Mothers and Wives of Ukraine's Defenders) — Всеукраїнське громадське об'єднання, неурядова організація, створена жінками з родин військовослужбовців після військових подій в Іловайську серпня 2014 року. Офіційно зареєстрована 20 жовтня 2014 року як «Об'єднання дружин і матерів бійців учасників АТО», проте в 2023 році відбулася зміна назви громадської організації на «Об'єднання матерів і дружин Захисників України».

## Структура
Організація має всеукраїнський статус з 2016 року і 19 відокремлених підрозділів у 14 регіонах.

## Мета і діяльність
Метою організації є об'єднання жінок з родин військовослужбовців, родин загиблих бійців заради вирішення спільних проблем, захисту власних прав та розвитку активного, національно-свідомого громадянського суспільства, спроможного контролювати дії влади й активно впливати на розбудову України, як мирної, суверенної, демократичної Держави.
Також діяльність організації спрямована на взаємодію і формування системної і всебічної підтримки жінкам постраждалим внаслідок Війни на сході України.
За час діяльності с 2015 по 2020 рік було реалізовано біля 20 великих проєктів, спрямованих на захист прав жінок з родин військовослужбовців, їх реабілітацію, адаптацію до нових умов життя, у тому числі соціально-економічну.
З 2015 року організація зареєструвала та випускає друковане видання «Схід та Захід разом», яке безкоштовно розповсюджується у сірій зоні, серед бенефіціарів та представників місцевої влади і соціального захисту.
8 травня 2019 року, з нагоди Дня пам'яті та примирення та напередодні Дня матері, ВГО «Об'єднання дружин і матерів бійців учасників АТО» провели Хрещатиком ходу з метою привернути увагу до вшанування пам'яті військових, загиблих на війні на Сході України. У ході взяло участь близько 200 родин загиблих.

## Нагороди
Проєкти організації увійшли у ТОП 100 найкращих соціальних проєктів України за версією Social Project Awards 2018, в 2019 році діяльність була відмічена почесною Подякою Міністерства оборони України. Та в 2020 увійшли в реєстр рекордів України, як організація, яка найбільше зробила для вшанування пам'яті загиблих захисників.
У 2018 році видання «Схід та Захід разом» отримало нагороду Національної спілки журналістів України у номінації «Рубежі подвигів та безсмертя».